# Os Diplomáticos de Monte-Alto
Os Diplomáticos de Monte-Alto était un groupe de musique de rock formé dans le quartier de Monte-Alto (La Corogne, Galice) et répertorié comme les représentants les plus notoires du mouvement bravú.
Os Diplomáticos de Monte-Alto avaient un son propre et unique marqué essentiellement par la sonorité de l'accordéon comme instrument principal en plus des influences ska, punk et folk. Il chantaient en galicien.

## Discographie

### Album
Arroutada Pangalaica (Dro, 1991).
1. Subastado
2. A Tropa da Tralla
3. Parrochas
4. San Furancho
5. Marujo Pita
6. Platinos
7. 120 capadores
8. Palavea
9. Dr. Katanga
10. Trangalla
11. Non chas quero

Parrús (Fonomusic, 1993).
1. Parrús
2. Mikaela
3. Apaja o candil
4. Aikegambas
5. Urkiola
6. Nakra
7. Ai! vai
8. Guitiriz
9. Vamos indo
10. Terra brava

¡Avante toda! (Fonomusic, 1995).
1. Talleres Carnotxo
2. O increíble bestilleiro
3. Castiburón
4. O alcalde morreu
5. Dentistas carniceiros
6. Fillos de pita
7. Como o vento
8. Gaiteiro
9. Manda tralla (oda a Arsenio)
10. Vivir na Coruña
11. Fura futbolín
12. Jatilla
13. Escaleras de la cárcel
14. Esta noite hei d'ir alo
15. Peito de uralita

Capetón (Fonomusic, 1999)
1. Aí vos quedades
2. Marola
3. Tomás das Quingostas
4. Ardentía
5. Nordés (canta Mercedes Peón)
6. Berbés
7. Raíña de Galicia
8. Os vellos
9. Estrume (con Xan Xove de Os Papaqueixos)
10. Mesejo (canta Víctor Coyote)
11. Lume de biqueira (coros de Fran y José Ramón)
12. Atún
13. Taberna Monte-Alto (canta Manuel Rivas)
14. Kazikes
15. Antuerpe
16. Mar de Irlanda (+ bonus track (Himno Dorneiro)

Kömunikandø (Boa, 2003).
1. Esperta do teu sono
2. Quero ver
3. Komunikando
4. Están aí!
5. Deixa-me subir o alto
6. Somos Batuko Tabanka
7. Cabo Verde Sabí
8. Exiptano
9. Serafín
10. Tres de trunfos
11. Interdepenmerda
12. Monte Maior
13. A vaca aerofáxica
14. Perikinha

### Participations et compilations
- Gaitas, flautas y otras hierbas (Dro, 1992)
- A cantar co Xabarín (Boa, 1994)
- Unión Bravú (Edicións do Cumio, 1994)
- Puro Skanol 3 (editado sólo en États-Unis, 1995)
- ¿Dónde estábas tú? Rock galego (Dro, 1996)
- L'asturianu muévese (Discos L'Aguañaz, 1997) (tema: Gaiteru)
- Radical mestizo, vol. 1 (Fonomusic, 1999)
- Radical mestizo, vol. 2 (Fonomusic, 2000)
- 10 años de independencia (Discos L'Aguañaz, 2003) (tema: Gaiteru)